# Takahiro Yamanishi
Takahiro Yamanishi (Shizuoka, 2 april 1976) is een voormalig Japans voetballer.

## Carrière
Takahiro Yamanishi speelde tussen 1995 en 2008 voor Júbilo Iwata en Shimizu S-Pulse.